# Copper Canyon
Copper Canyon é um filme estadunidense de faroeste de 1950, dirigido por  John Farrow .

## Elenco
- Ray Milland...Johnny Carter
- Hedy Lamarr...Lisa Roselle
- Macdonald Carey...Ajudante de xerife Lane Travis
- Mona Freeman...Caroline Desmond
- Harry Carey Jr....Tenente Ord

## Sinopse
Um grupo de veteranos confederados da Guerra Civil Americana se tornou mineradores de cobre após a guerra mas sofre com as ações criminosas de um poderoso nortista que quer expulsá-los do lugar. Dentre essas ações está corromper o xerife local e deixar seu ajudante, Travis, ameaçar e assassinar todos aqueles que insistem em continuar de posse das minas. Aliada de Travis está a bela jogadora Lisa Roselle, que toma conta do saloon e hotel locais e espiona e explora os mineiros que vão para lá. Os veteranos resolvem reagir e procuram o lendário Coronel Desmond para liderá-los. Mas aqueles que eles tomam pelo coronel, o ilusionista e artista de vaudeville Johnny Carter, nega ser o militar, mesmo porque o coronel é procurado pelos nortistas, acusado de roubo. Desaminados, os veteranos voltam para as minas mas renovam as esperanças quando Carter aparece na cidade e se hospeda  no hotel de Roselle, querendo se apresentar no saloon. Travis sabe sobre o coronel e suspeita de Carter, passando a ameaçá-lo enquanto os mineiros começam a organizar a reação.